# Villabuena de Álava/Eskuernaga
Villabuena de Álava/Eskuernaga község Spanyolországban, Arabában. Lakosainak száma 290 fő (2024).

## Földrajza
Villabuena de Álava/Eskuernaga Elciego, Baños de Ebro, Samaniego, Leza és Navaridas községekkel határos.

## Népesség
A település lakosságának változását az alábbi diagram mutatja:
| Lakosok száma | 333  | 321  | 325  | 318  | 325  | 312  | 292  | 296  | 287  | 290  |
|               | 2001 | 2004 | 2006 | 2009 | 2011 | 2014 | 2016 | 2019 | 2021 | 2024 |